# Antal Gyula (református lelkész)
Antal Gyula (Alsószecse, 1896. – Léva, 1938. május 24.) református lelkész, polgármester. 

## Élete
1925-től egészen korai haláláig a lévai gyülekezet lelkésze, 1932-től 1938-ig Léva város bírája volt. A losonci református teológián is tanított. A Magyar Nemzeti Párt tagja volt.
1932-ben az ő idejében vásárolta az egyházközség a templom melletti épületet. Ez az épület volt a gyülekezet parókiája 1977-ig. Kényszerítve a hatalom által, az egyházközség eladta az épületet az államnak. Temetésén részt vett az akkori szlovákiai magyar egyházi és politikai élet színe-java.